# Hirske
Hirske (em ucraniano:  Гірське, em russo:  Горское) é uma cidade da Ucrânia, situada no Oblast de Luhansk. Tem 14 km² de área e sua população em 2020 foi estimada em 9.699 habitantes.